# ウルフ・オブ・ウォールストリート
『ウルフ・オブ・ウォールストリート』（原題：The Wolf of Wall Street）は、2013年のアメリカ合衆国のコメディ伝記映画。ジョーダン・ベルフォートによる回想録『ウォール街狂乱日記 - 「狼」と呼ばれた私のヤバすぎる人生』(The Wolf of Wall Street)に基づきテレンス・ウィンターによって脚色され、マーティン・スコセッシが監督と共同での製作を務めた。レオナルド・ディカプリオがベルフォートを演じるほか、ジョナ・ヒル、ジャン・デュジャルダン、ロブ・ライナー、カイル・チャンドラー、マシュー・マコノヒーらが共演する。スコセッシとディカプリオのコラボレーションは今作で5度目である。日本公開版ポスターのキャッチコピーは「貯金ゼロから年収49億円　ヤバすぎる人生へ、ようこそ。」。

## あらすじ
22歳で結婚したジョーダン・ベルフォートは、金持ちになる野望を抱きウォール街の投資銀行・LFロスチャイルドに入社。そこで風変わりな上司・ハンナとランチを共にし、この世界ではコカインとリラックスが成功する秘訣と教えを受ける。半年かけて株式仲介人の資格を取り、意気揚々と出社した日に「ブラックマンデー」に襲われ、会社は倒産。失業したジョーダンは新聞の求人欄で家電量販店の倉庫係に目をつけるが、妻が「株式仲買人」の求人を見つける。コンピュータもない粗末な事務所を訪ねると、扱うのは1株6セントなどの店頭株だけだが、手数料は50％だと説明され意欲を出す。巧みなセールストークであっさり2000ドルを稼ぎ皆から英雄扱いされる。こうしてジョーダンはクズ株を売り続けボロ儲けした。
稼ぎで購入したジャガーを駐車場に停めていると、家具屋のドニーが声をかけてきた。月収を聞かれ7万ドルだと教えると、ドニーは下で働くという。その後お礼としてクラックを勧められ一緒にハイになった。借りたガレージを事務所にして会社を始め、マリファナの売人を営業マンとしてリクルートする。ジョーダンは社員に「このペンを俺に売れ」とペンを例にセールスを教えようとする。売人のブラッドはペンを持っていない相手に「ナプキンに名前を書け」と言い、ビジネスの基本は需要と供給であると手本を示す。
妻から貧困層を相手にしていることを咎められたことをきっかけに、全米上位1%の金持ちを相手に変え、社名もストラットン・オークモント社に変えた。一流銘柄で取り入りクズ株を買わせ利益を出す戦略は功を奏し、会社は急成長した。フォーブス誌の取材に応じ「ウルフ」と悪名がつくも、その名は若者にも知られることとなり、入社希望者が大挙して押し寄せるようになった。そのまま勢いがつき、スティーブ・マデンというドニーの同級生の靴会社を新規公開株として非合法に儲けることに成功する。自宅のパーティに出席したナオミに一目惚れし不倫関係になり、妻と離婚。再婚後は購入した大型クルーザーをナオミと名付けるなど私生活も順調に進んでいた。
しかし、ある連邦捜査官が株価の不審な動きに疑問を持ち、内偵を進めているとの情報が知り合いで元刑事の私立探偵から入る。自ら連絡を取るのは危険だと警告を受けるも、ジョーダンは自分のクルーザーへ招待する。巧みな話術で取り込もうとするが、買収するのかと脅かされクルーザーから追い出す。
当局の動きに焦りスイスの銀行に現金を隠そうとするが、口座への入金はヨーロッパ人でないとできないと判り、ロンドンのナオミのおばに頼み込む。ドニーも自分の現金を仲間のブラッドに頼んで運ぼうとするも、警官の前で派手な喧嘩をしてしまい、ブラッドは逮捕。計画は頓挫する。ヤケになったドニーは古い鎮静剤（通称レモン714）をジョーダンにプレゼントし二人で飲むが全く効果がなく大量に服用する。そんな中、突然元刑事の私立探偵から電話があり、自宅と会社が盗聴されているという情報が入る。盗聴されないよう公衆電話のあるカントリークラブへ向かい、詳細をやりとりしているうちに、遅れて効いてきた鎮静剤のせいで卒倒する。なんとか這いずりランボルギーニで帰宅するも、翌朝見ると、車は凸凹になっていた。
当局に目をつけられたジョーダンに対し、顧問弁護士は司法取引と辞職を勧めるも、辞任の挨拶を社員の前でスピーチしているうちに気が変わり撤回。すぐにマデンの株の件で政府から召喚状が届くが、ジョーダンをはじめ社員はしらを切る。出国を禁止されているのにもかかわらずクルーザーでイタリアに行くと、マデンが大量の自社株を売ったことやナオミのおばが急死した連絡が入り、急いでスイス銀行に向かうも、クルーザーは嵐で遭難してCOMSUBINに救助される。
多数の罪状で有罪になるも、4年に減刑する代わりに盗聴器をつけてウォール街の仲間の情報を集めるよう、FBIから司法取引を持ちかけられ協力する。家に帰るとナオミが離婚を切り出し親権を巡って口論となり、子供を奪い車で逃走しようとするも、ハイになっており事故を起こす。その後、盗聴をする際にドニーを庇ったメモが司法取引に違背する証拠となり逮捕。吹っ切れたジョーダンは仲間の情報を売り3年に減刑され収監。初めは怖気づくも、刑務所内で買収しテニスをして優雅に過ごす。
数年後、ニュージーランドで講演を行う姿があった。彼は「このペンを売ってみろ」と語りだした。

## キャスト
※括弧内は日本語吹替
- ジョーダン・ベルフォート - レオナルド・ディカプリオ（加瀬康之）

ストラットン・オークモント社 社長。
- ドニー・アゾフ - ジョナ・ヒル（桜井敏治）

ストラットン・オークモント社 副社長。
- ナオミ・ラパグリア - マーゴット・ロビー（白石涼子）

ジョーダンの妻/元モデル。
- マーク・ハンナ - マシュー・マコノヒー（森田順平）

投資銀行 LFロスチャイルド社 ベルフォートの上司。
- ピーター・デブラシオ - バリー・ロスバート（英語版）

投資銀行 LFロスチャイルド社 株式仲買人。
- パトリック・デナム - カイル・チャンドラー（森田順平）

FBI捜査官。
- マックス・ベルフォート - ロブ・ライナー（ふくまつ進紗）

ジョーダンの父親/会計士。
- リー・ベルフォート - クリスティーン・エバーソール

ジョーダンの母親。
- ブラッド・ボブニック - ジョン・バーンサル（山田浩貴）

ドラッグの売人。
- チャンテル - クリスティーナ・キャス（英語版）

ブラッドの妻。
- マニー・リスキン - ジョン・ファヴロー（山岸治雄）

ジョーダンの弁護士。
- ジャン＝ジャック・ソーレル - ジャン・デュジャルダン（後藤敦）

スイスの銀行家。
- テレサ・ペトリロ - クリスティン・ミリオティ（慶長佑香）

ジョーダンの元妻。
- ニッキー・コスコフ（ラグラット） - P・J・バーン（白石充）

ストラットン・オークモント社 社員（設立メンバー）。
- チェスター・ミン - ケネス・チョイ（西村太佑）

ストラットン・オークモント社 社員（設立メンバー）。
- ロビー・ファインバーグ（ピンヘッド） - ブライアン・サッカ（英語版）（田村真）

ストラットン・オークモント社 社員（設立メンバー）。
- オールデン・クッファーバーグ（シー・オッター） - ヘンリー・ジェブロフスキー（英語版）（荻沢俊彦）
- エマ叔母さん - ジョアンナ・ラムレイ（英語版）

ナオミの叔母。
- ドウェイン - スパイク・ジョーンズ

ペニー株会社 経営者。
- テッド・ビーチャム - シェー・ウィガム（田村真）
- トビー・ウェルチ - イーサン・サプリー（桂一雅）
- フランク・ベリー - マーティン・クレバ（英語版）
- ヘイディ - マディソン・マッキンリー（英語版）[22][23][24]
- ベニハナCM‐ロッキー青木とロン・ナカハラ

1999年にインサイダー取引で不正な利益を得たとして有罪判決を受ける。2008年に死亡したためロン・ナカハラがCM以外の代役を務める。
- 裁判官 - フラン・レボウィッツ
- オークランド・ストレート・ラインのホスト - ジョーダン・ベルフォート（飛田展男）

終盤ジョーダンを紹介したニュージーランドの司会者。
- スティーブ・マデン - ジェイク・ホフマン（英語版） （飛田展男）

## モデルとなった実在の人物
※括弧内は映画内での役名
- ジョーダン・ベルフォート
- デニス・ロンバルド（テレサ） - ジョーダンの最初の妻。イタリア系アメリカ人。美容師。
- ナディーヌ・カリディ（ナオミ） - ジョーダンの2番目の妻。カーレーサーで実業家のAlan Wilzigの元恋人だったが、ジョーダン主催のプール・パーティで知り合い、1991年にカリブで結婚[25]。イギリス生まれだが（パトリシアというイギリス人の叔母がいる）、ブルックリンのベイリッジで育ち、高校卒業後、ミラー (ビール)のCMモデルになる[26]。ジョーダンは「ミラー・ライト・ガール」、「ベイリッジの公爵夫人」と呼び、ココ・シャネルが所有していた船を「ナディーヌ号」に改装しプレゼントした[25]。シャンドラーとカーターの二子をもうけたが、2005年に離婚。Wizard World社のCEOと再婚してマカルソ姓となり[27]、2015年には大学院で医療心理学の博士号を取得した[26]。
- ダニー・ポルッシュ（ドニー・アゾフ） - ストラットン・オークモント社のナンバー2。ユダヤ系アメリカ人[28]。もともとバイク便ビジネスをしていたが、いとこのナンシーと結婚し、車椅子送迎車ビジネスを始めたころ、自宅のあるクィーンズの同じビルに住むジョーダンと妻を通じて知り合ったのをきっかけに、2週間で株の仲買人の資格を取り、ジョーダンと同じ会社に入社、その後ジョーダンが設立したストラットン・オークモント社に参加[28]。1990年代には高級住宅地オイスター・ベイ・コーブのプール・テニスコート付き約2500坪の豪邸に住み、高級車、プラベート飛行機を持ち、ハンプトンとパームビーチに別荘を所有する暮らしをしていた[28]。逮捕後39か月の刑期を終え2004年に出所、ナンシーと別れ若い女性と再婚し、フロリダの豪邸で暮らしながら医療機器の会社を共同経営している（同社は2015年にFBIの査察が入った)[29]。
- マーク・ハンナ - ジョーダンが勤めていたL.F.ロスチャイルド社の先輩。退社後証券会社を経営していたが、詐欺とマネーロンダリングで逮捕され、2004年に6年半の刑が確定[30]。
- スティーブ・マデン - 靴ブランド「スティーブ・マデン」の創業者。ユダヤ系アメリカ人。証券取引法違反で2002年に同社CEOを退任し41か月間服役。2005年に出所後は、同社のアドバイザーと株主ではあるが、経営からは外れている。
- ロッキー青木 - インサイダー取引で不正な利益を得たとして罰金50万ドル、保護観察3年の有罪判決を受ける。
- トッド・ガレット（ブラッド） - ジョーダンの幼なじみでドラッグの売人。

## 製作

### 企画
2007年、ディカプリオはジョーダン・ベルフォートの回想録『ウォール街狂乱日記 - 「狼」と呼ばれた私のヤバすぎる人生』の権利をブラッド・ピットとの入札合戦の末に獲得した。プリプロダクションの間、スコセッシが『シャッター アイランド』の仕事を始める前にベルフォートは本作の脚本に取り組んだ。彼はワーナー・ブラザースの下で製作許可を得ることができず、「5ヶ月無駄にした」と述べた。
2010年、ワーナー・ブラザースはリドリー・スコットを監督にオファーし、レオナルド・ディカプリオを主演とした。ワーナー・ブラザースは最終的にプロジェクトを中止した。
ワーナー・ブラザースの後にレッド・グラナイト・ピクチャーズが名乗りを上げ、2012年に製作が決定し、スコセッシも復帰した。

### 撮影
撮影は2012年8月8日にニューヨーク州で開始された。ジョナ・ヒルによると彼の撮影初日は2012年9月4日である。
長年スコセッシの作品の編集を務めているセルマ・スクーンメイカーは、本作はフィルムではなくデジタルで撮影されることを明かした。

## 公開
北米では2013年12月25日に一般公開された。当初は2013年11月15日公開予定であったが、上映時間短縮作業のために延期された。2013年10月22日、同年クリスマス公開が報じられた。2013年10月29日、パラマウントはクリスマスの日に公開し、上映時間は165分であることを公式に発表した。しかしながら2013年11月25日、上映時間は179分であることが発表された。
この映画のレイティングは「強い性的なコンテンツ、写実的なヌード、薬物の使用、言語、いくつかの暴力場面」のためにR指定となった。スコセッシは『NC-17指定』を避けるために、性的コンテンツ及びヌードを編集する必要があった。それでも過激なシーンが多かったため、制作会社のオーナーの母国のマレーシアでは公開禁止になってしまった。なお日本公開でも本作はR-18指定で上映。

### プロモーション
最初の予告編は2013年6月16日に公開され、カニエ・ウェストの「Black Skinhead」が使われた。2013年10月29日に2本目が公開され、7Horseの「Meth Lab Zoso Sticker」とザ・デッド・ウェザーの「Hang You from the Heavens」が使われた。

## 評価
Rotten Tomatoesでは142件のレビューで支持率は76%となった。またMetacriticでは44件のレビューで加重平均値は76/100となった。
ローリング・ストーン誌は今年度のベスト3の作品と評した。インターネット・ムービー・データベースにおいては8.5ポイントと非常に高い評価を受けた。これは第86回アカデミー賞作品賞にノミネートされた10作品の中で最も高いスコアである。
本作のCinemaScoreはCであった。なお、この評価は批評家から酷評された『リベンジ・マッチ』や『47RONIN』のB＋よりも低いものである。
第86回アカデミー賞において作品賞、脚色賞、監督賞、主演男優賞、助演男優賞の5部門にノミネートされた。

## その後
- 実際にストラットン・オークモント社の共同設立者であったアンドリュー・グリーン（映画ではニッキー・"ラグラット"・コスコフとして登場する人物）は、その人物描写を不服として、スコセッシ監督とパラマウント社を相手取り、2500万ドルの訴訟を2014年に起こした。劇中のラグラットは、若はげ隠しのためにかつらを付け、ドラッグを常習する乱痴気パーティ・マニアとして描かれているが、本人の許可なく登場させられたうえ、描写には虚偽があり、それが投資銀行家としてのグリーンの信用を著しく失墜させている、と抗議し、損害賠償と映画の配給中止を求めた[47]。
- 最も多くFUCKという言葉が使われた映画として断トツである。